# Reginaldo Faife
Reginaldo Artur Faife (Quelimane, 14 de junho de 1990) é um futebolista moçambicano que atua como atacante. Atualmente defende o Kaisar do Cazaquistão.

## Carreira
Em seu país, jogou por Maxaquene e Liga Muçulmana entre 2009 e 2013, passando também pelo futebol de Portugal, atuando por Nacional da Madeira e Santa Clara.
Assinou em setembro de 2016 com o Luftëtari Gjirokastër da Albânia, num contrato válido por uma temporada. Foram 32 jogos pelos Bluzinjtë  8 gols e 4 assistências, ajudando o clube a obter uma destacada quarta posição no campeonato nacional. Em agosto de 2017, Reginaldo foi contratado sem custos pelo Laçi, atuando em 33 partidas e fazendo 19 gols. Defenderia também o Kukësi na temporada 2018–19 (43 jogos e 20 gols), quando assinou pelo Shakhter Karagandy, um dos principais clubes do Cazaquistão. Nos Mineiros, o atacante disputou 14 jogos e fez 3 gols. Em 2020 foi contratado pelo FC Kaysar.

## Seleção Moçambicana
Pela Seleção Moçambicana de Futebol, Reginaldo atua desde 2011, representando os Mambas em 25 partidas, com 3 gols marcados.

## Títulos
Maxaquene
- Taça de Moçambique: 2010

Liga Muçulmana
- Taça de Moçambique: 2012

Kukësi
- Copa da Albânia: 2018–19

### Individuais
- Artilheiro da Superliga Albanesa de 2018–19 (13 gols)[6]